# Aura

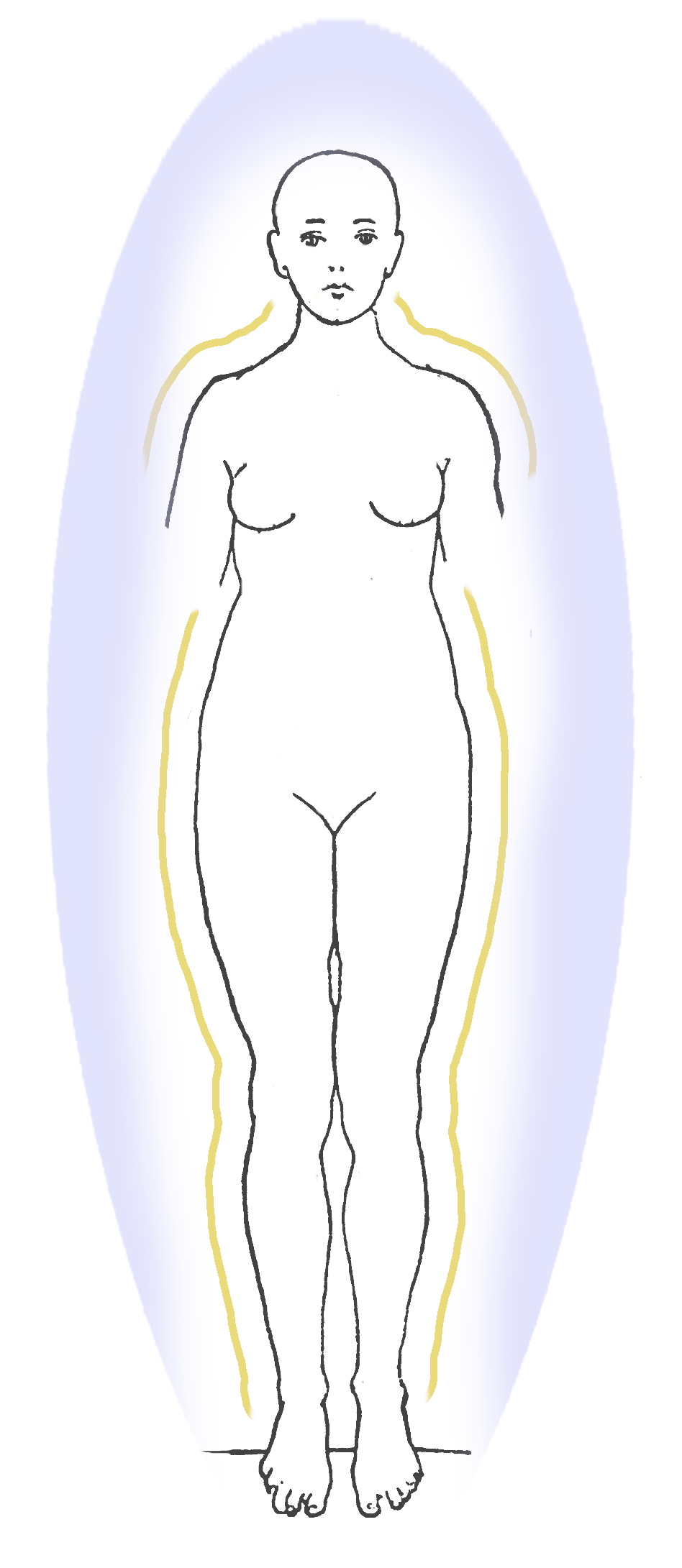
Representação de uma aura humana, após um diagrama de Walter John Kilner (1847-1920)

De acordo com as crenças espirituais, uma aura ou campo de energia é uma emanação colorida que envolve um corpo humano ou qualquer animal ou objeto. Em algumas posições esotéricas, a aura é descrita como um corpo sutil. Psíquicos e praticantes de medicina holística muitas vezes afirmam ter a capacidade de ver o tamanho, a cor e o tipo de vibração de uma aura.
Na medicina alternativa espiritual, a aura do ser humano é vista como parte de uma anatomia oculta que reflete o estado de ser e a saúde de um cliente, muitas vezes compreendida até mesmo como centros de força vital chamados chacras. Tais alegações não são apoiadas por evidências científicas e são, portanto, pseudociência. Quando testado em experimentos científicos controlados, a capacidade de ver auras não foi comprovada.

## Etimologia
Em latim e grego antigo, aura significa vento, brisa ou respiração. Foi usado no inglês médio para significar "brisa suave". No final do século XIX, a palavra foi usada em alguns círculos espíritas para descrever uma emanação sutil especulada ao redor do corpo.

## História

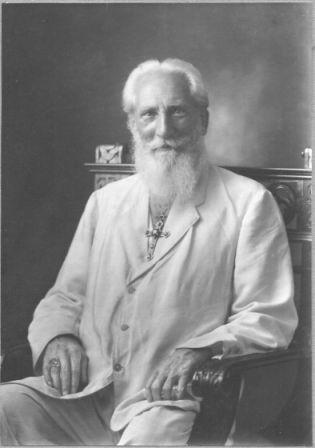
Charles Webster Leadbeater é creditado com o desenvolvimento e popularização do conceito de auras

O conceito de auras foi popularizado pela primeira vez por Charles Webster Leadbeater, um ex-padre da Igreja da Inglaterra e membro da mística Sociedade Teosófica. Leadbeater estudou teosofia na Índia e acreditava que tinha a capacidade de usar seus poderes de clarividência para fazer investigações científicas. Ele afirmou ter descoberto que a maioria dos homens veio de Marte, mas os homens mais avançados vieram da Lua, e que os átomos de hidrogênio eram feitos de seis corpos contidos em forma de ovo. Em seu livro Man Visible and Invisible, publicado em 1903, Leadbeater ilustrou a aura do homem em vários estágios de sua evolução moral, do "selvagem" ao santo. Em 1910, Leadbeater introduziu a concepção moderna de auras ao incorporar a noção tântrica de chacra em seu livro The Inner Life. Leadbeater não apresentou simplesmente as crenças tântricas ao Ocidente, ele as reconstruiu e reinterpretou misturando-as com suas próprias ideias, sem reconhecer as fontes dessas inovações. Algumas das inovações de Leadbeater estão descrevendo os chacras como vórtices de energia e associando cada um deles a uma glândula, um órgão e outras partes do corpo.
Nos anos seguintes, as ideias de Leadbeater sobre a aura e os chacras foram adotadas e reinterpretadas por outros teosofistas como Rudolf Steiner e Edgar Cayce, mas sua anatomia oculta permaneceu de menor interesse dentro da contracultura esotérica até a década de 1980, quando foi escolhida pelo movimento da Nova Era.
Em 1977, o esoterista americano Christopher Hills publicou o livro Nuclear Evolution: The Rainbow Body, que apresentava uma versão modificada da anatomia oculta de Leadbeater. Enquanto Leadbeater desenhou cada chacra com formas intrincadamente detalhadas e múltiplas cores, Hills os apresentou como uma sequência de centros, cada um associado a uma cor do arco-íris. A maioria dos escritores subsequentes da Nova Era basearam suas representações da aura na interpretação de Hills das ideias de Leadbeater. Os chacras tornaram-se parte das principais especulações esotéricas nas décadas de 1980 e 1990. Muitas técnicas da Nova Era que visam limpar os bloqueios dos chacras foram desenvolvidas durante esses anos, como a cura com cristais e aura-soma. Chacras eram, no final da década de 1990, menos conectados com suas raízes teosóficas e hinduístas, e mais infundidos com ideias da Nova Era. Uma variedade de livros da Nova Era propuseram diferentes ligações entre cada chacra e cores, traços de personalidade, doenças, sacramentos cristãos, etc. Vários tipos de cura holística dentro do movimento da Nova Era afirmam usar técnicas de leitura de aura, como análise bioenergética, energia espiritual e medicina energética.

## Energia áurica
Na ioga, os participantes tentam se concentrar ou aprimorar seu "escudo de energia áurica". O conceito de energia áurica é espiritual e está relacionado com a metafísica. Algumas pessoas pensam que a aura carrega a alma de uma pessoa após a morte.

## Explicação científica
O psicólogo Andrew Neher escreveu que "não há boas evidências para apoiar a noção de que as auras são, de alguma forma, de origem psíquica". Estudos em condições de laboratório demonstraram que as auras são melhor explicadas como ilusões visuais conhecidas como pós-imagens. Os neurologistas afirmam que as pessoas podem perceber auras devido a efeitos dentro do cérebro: epilepsia, enxaquecas ou a influência de drogas psicodélicas como o LSD.
Tem sido sugerido que as auras podem resultar de sinestesia. No entanto, um estudo de 2012 não descobriu nenhuma ligação entre auras e sinestesia, concluindo que "as discrepâncias encontradas sugerem que ambos os fenômenos são fenomenológicos e comportamentalmente diferentes". O neurologista clínico Steven Novella escreveu: "Dado o peso da evidência, parece que a conexão entre auras e sinestesia é especulativa e baseada em semelhanças superficiais que provavelmente são coincidências."
Bridgette Perez, em uma resenha para o Skeptical Inquirer, escreveu: "distorções perceptivas, ilusões e alucinações podem promover a crença em auras [...] ser responsável pelos fenômenos da aura."
Os cientistas concluíram repetidamente que a capacidade de ver auras não existe realmente.

## Na cultura popular
O livro The Third Eye, escrito por Cyril Henry Hoskin sob o pseudônimo Lobsang Rampa, afirma que os monges tibetanos abriram o terceiro olho espiritual usando trepanação para acelerar o desenvolvimento da clarividência e permitir que eles vissem a aura. Também inclui técnicas de olhar para o corpo que supostamente ajudam a obter a visualização da aura. O livro é considerado por alguns como uma farsa.